# Seventh Mountain
Seventh Mountain es un lugar designado por el censo ubicado en el condado de Deschutes en el estado estadounidense de Oregón. En el año 2010 tenía una población de 187 habitantes.

## Geografía
Seventh Mountain se encuentra ubicado en las coordenadas 44°0′26″N 121°22′51″O / 44.00722, -121.38083.